# Karl Nieschlag

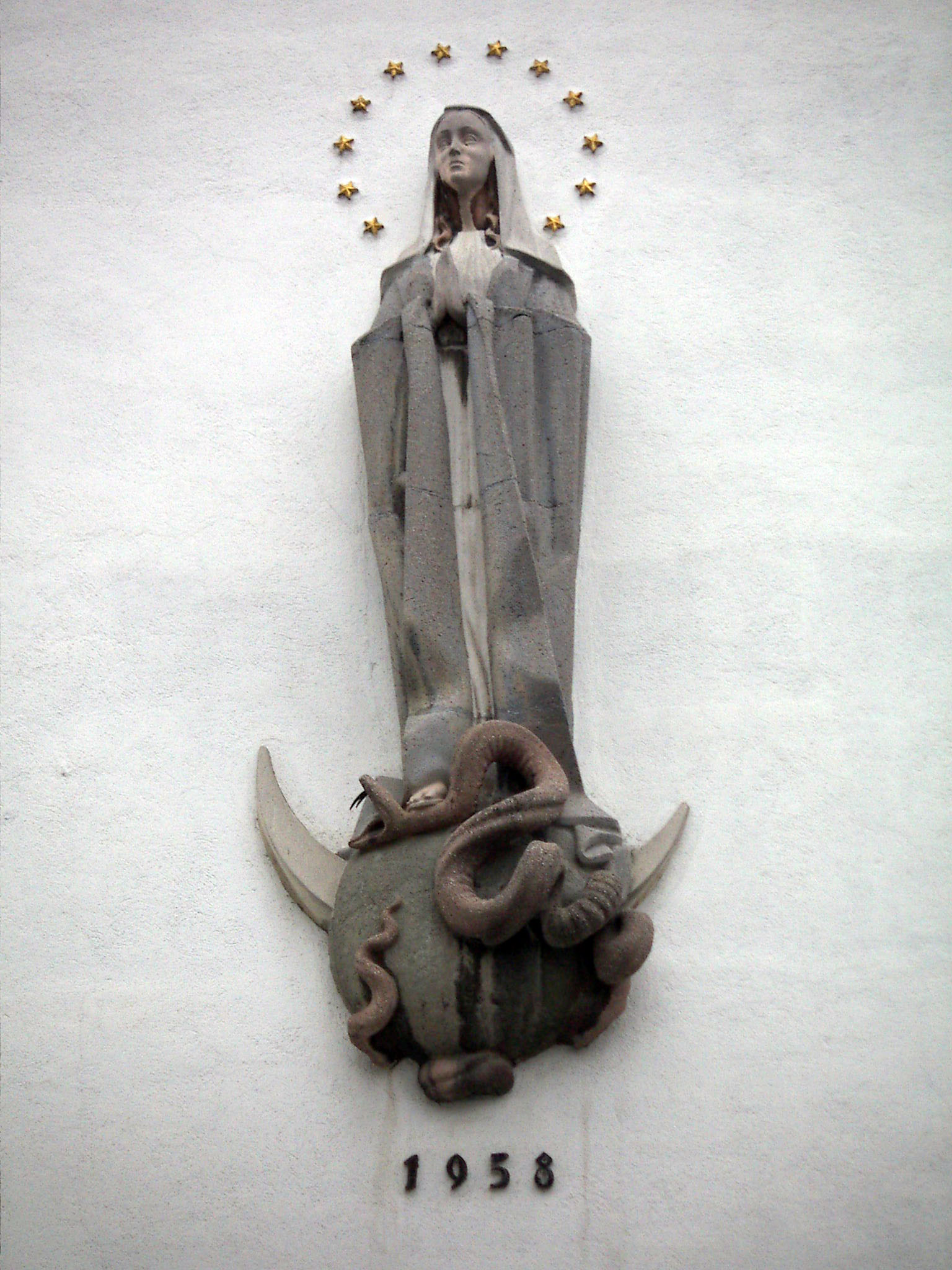
Maria Immaculata, Floridsdorf, St. Josefsheim

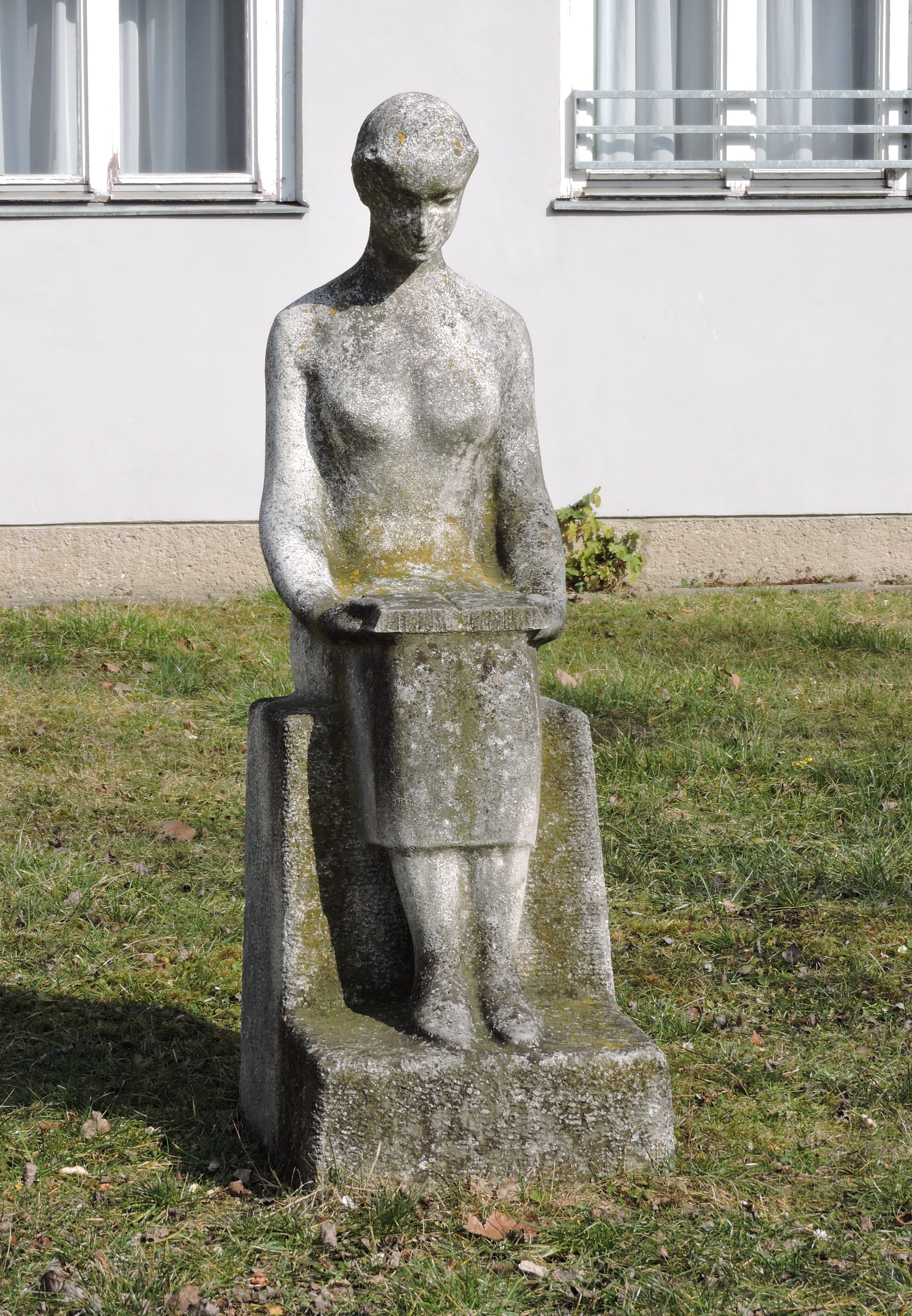
Lesendes Mädchen – Siemensstraße 17–19, Wien 21. (1955)

Karl Nieschlag (* 27. Mai 1909 in Matzen in Niederösterreich; † 8. Jänner 1975 in Wien) war ein österreichischer akademischer Bildhauer.

## Leben
Ab 1911 wuchs Karl Nieschlag in Floridsdorf auf und besuchte dort auch die Schule.
Er war in den Jahren von 1924 bis 1927 Schüler von Robert Obsieger an der Wienerberger Werkstättenschule für Keramik. Danach war er bei den Wienerberger Werken tätig, unter anderem als Leiter verschiedener Werkstätten. In den Jahren von 1935 bis 1939 besuchte er die Kurse von Josef Müllner an der Meisterschule für Bildhauerei der Akademie der bildenden Künste am Schillerplatz in Wien und besuchte anschließend bis 1940 die Meisterschule für Bühnenbildnerei bei Emil Pirchan an selbiger Akademie. Beide Studien schloss er mit Diplom ab.
Er betrieb daneben zusätzliche Studien der Musiktheorie und des Klavierspiels am Neuen Wiener Konservatorium, legte die Staatsprüfung für Musik ab, und nahm danach noch Privatunterricht bei Paul Pichier. Nach 1950 richtete er sich ein Atelier in Floridsdorf ein und arbeitete unter anderem als Bildhauerrestaurator für das Kunsthistorische Museum.

## Werk
Karl Nieschlag setzte in seiner eigenwilligen Kunstauffassung wichtige, neue Impulse in der gegenständlichen aber sehr abstrahierenden darstellenden Kunst. Dem Kunstbetrachter werden unterschiedliche Möglichkeiten des Zuganges geboten, weil durch die umfassende Bildung des Künstlers eine Vielzahl emotionaler und kognitiver Elemente integriert wurde.
Karl Nieschlag schuf zahlreiche Denkmäler für die Stadt Wien und führte Arbeiten im sakralen Bereich in und rund um Wien sowie private Aufträge durch. Werke von ihm sind unter anderem zu sehen:

### Wien
- Steinschnitt Donaufischer (Harkortstraße 9, 1966)
- Bremer Stadtmusikanten, Sandsteinskulptur (Hohlweggasse 28, 1966)
- Mosaik: Kardinal Nagl zum Gedenken (Kardinal-Nagl-Platz, 1967)
- Pietà aus Lindenholz (1951) als Dauerleihgabe im Bezirksmuseum Wieden
- In memoriam Humboldt, Kunststeinskulptur (Humboldtgasse 34, 1959)
- Mosaik zur Geschichte des 15. Bezirks (Hütteldorfer Straße 27 gegenüber Wiener Stadthalle, 1959)
- Stuckrelief Anbetung des Lamm Gottes durch die 24 Ältesten (Währinger Pfarrkirche, 1962)
- Heilige Cäcilia, Heiliger Judas Thaddäus; Statuen aus Lindenholz (Pfarrkirche St. Brigitta, 1957)
- Georg Weissel-Denkmal, Kunststein (Prager Straße 18, 1964)
- Sinnende auch Lesendes Mädchen, Skulptur aus Kalkstein (Siemensstraße 17–19, 1956)
- Maria Immaculata, Statue aus Kunststein (Töllergasse 15 1958)
- Schäfer, Profanplastik aus Stein und Naturstein (Hutweidengasse 19 / Flotowgasse 7, nach 1945)

Um 1937 schuf Nieschlag für die Manufaktur Goldscheider in Wien eine nackte Tänzerin mit großem Tuch, die den Titel Nocturno trägt. Die Figur ist in Keramik ausgeführt und wurde in einer Stückzahl von weit über 300 hergestellt. Es konnte unter den bislang nachgewiesenen Modellen eines verifiziert werden, welches mit dem Namen Nieschlag signiert ist. In der Sendung Lieb & Teuer des NDR wurde am 29. März 2020 eine solche Figur von dem Kunsthistoriker Wolfgang Schepers, der Moderatorin Janin Ullmann und der Eigentümerin im Schloss Reinbek besprochen. Vorbild für die nackte Tänzerin war die Ausdruckstänzerin Olga Desmond in dem Stummfilm Nocturno von 1915. Diese Figur entstand nach dem 13. März 1938, dem Anschluss Österreichs, da diese den Schriftzug „Made in Germany“ trug.

### Andere Orte
- Fischamend: Mutter mit Kind, Mannersdorfer Kalkstein, 1965
- Gänserndorf: Altar-Crucifixus aus Lindenholz in der Pfarrkirche Gänserndorf 1953
- Brunn am Gebirge: 3 Fassadenfiguren Sandstein in der Pfarrkirche Brunn a. G., 1961
- Würflach: 2 Auerhühner aus Serpentinkunststein vor dem Gemeindeamt, 1960
- Neudörfl: Heiliger Josef, Skulptur aus Sandstein, 1968
- Horitschon: Pietá aus Kunststein an der Pfarrkirche Horitschon, 1959

## Ausstellungen
- 2006: Gedächtnisausstellung, Fotodokumentation, Leihgaben aus privater und öffentlicher Hand, Wien, Floridsdorfer Heimatmuseum (Jänner bis März), danach im Weinviertler Museumsdorf Niedersulz in Niederösterreich zugänglich.

## Auszeichnungen
- 1941: Staatsreisestipendium („Rompreis“).
- Seit 1961: Künstlerhaus-Mitglied.
- 2007: Im 21. Bezirk wurde nach ihm die Karl-Nieschlag-Gasse benannt.[3]